# Aire d'attraction de Salins-les-Bains
L'aire d'attraction de Salins-les-Bains est un zonage d'étude défini par l'Insee pour caractériser l’influence de la commune de Salins-les-Bains sur les communes environnantes. Publiée en octobre 2020, elle se substitue à l'aire urbaine de Salins-les-Bains, qui comportait 3 communes dans le zonage de 2010.

## Définition
L'aire d'attraction d'une ville est composée d’un pôle, défini à partir de critères de population et d’emploi ainsi que d’une couronne constituée des communes dont au moins 15 % des actifs travaillent dans le pôle. Le pôle d’attraction constitue ainsi un point de convergence des déplacements domicile-travail,.

## Géographie
L’aire d'attraction de Salins-les-Bains est une aire intra-départementale qui comporte 14 communes dans le département du Jura. 

### Carte

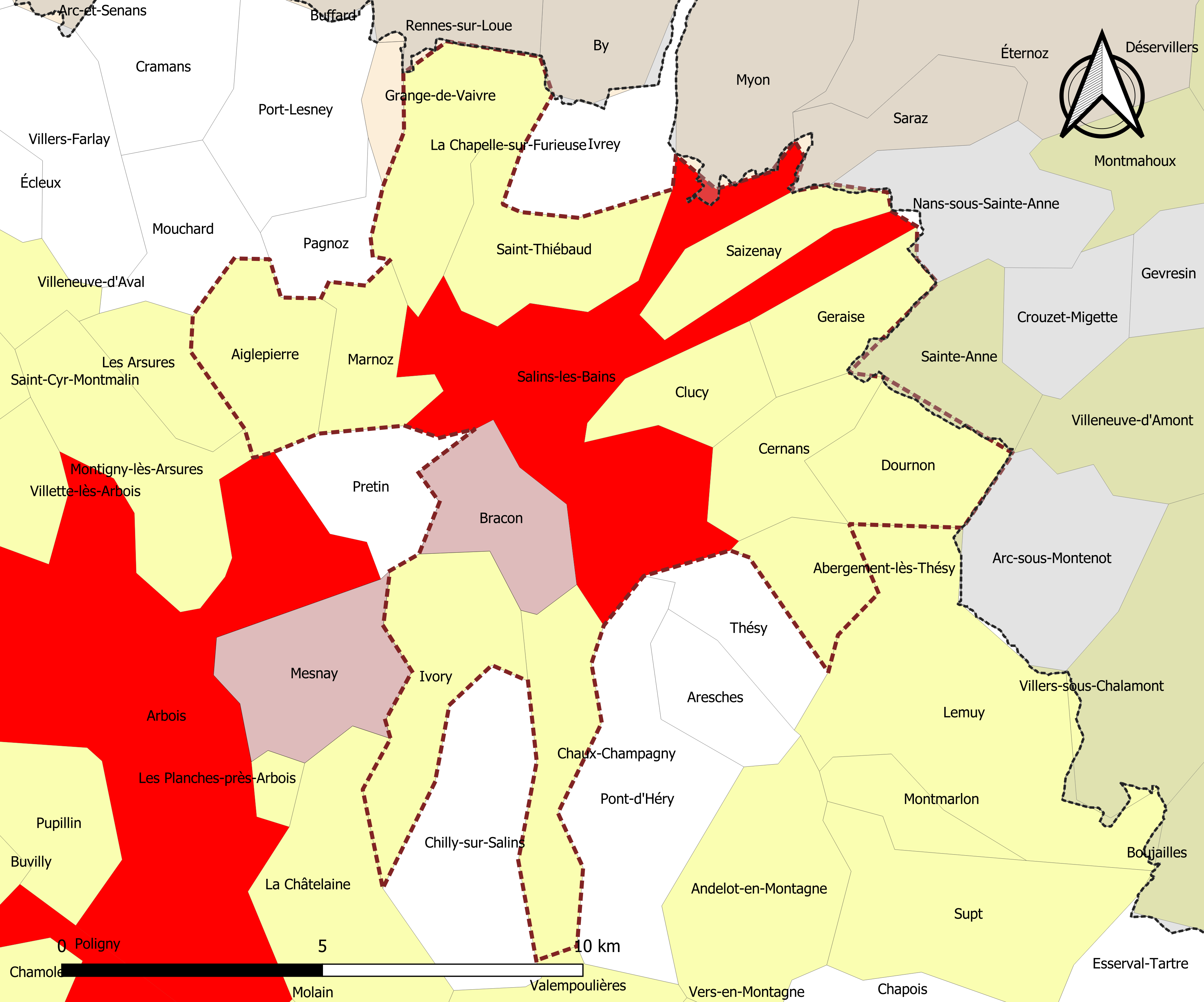
Carte de l'aire d'attraction de Salins-les-Bains.
Commune-centre
Commune du pôle principal
Commune de la couronne

### Composition communale
| Nom                               | Code Insee | Département | Statut                    | Superficie (km2) | Population (dernière pop. légale) | Densité (hab./km2) | Modifier                                    |
| --------------------------------- | ---------- | ----------- | ------------------------- | ---------------- | --------------------------------- | ------------------ | ------------------------------------------- |
| Salins-les-Bains (commune-centre) | 39500      | Jura        | commune-centre            | 24,68            | 2 430 (2022)                      | 98                 | modifier les données · modifier les données |
| Bracon                            | 39072      | Jura        | commune du pôle principal | 6,29             | 355 (2022)                        | 56                 | modifier les données · modifier les données |
| Abergement-lès-Thésy              | 39004      | Jura        | commune de la couronne    | 4,63             | 50 (2022)                         | 11                 | modifier les données · modifier les données |
| Aiglepierre                       | 39006      | Jura        | commune de la couronne    | 6,97             | 424 (2022)                        | 61                 | modifier les données · modifier les données |
| Cernans                           | 39084      | Jura        | commune de la couronne    | 5,51             | 142 (2022)                        | 26                 | modifier les données · modifier les données |
| La Chapelle-sur-Furieuse          | 39103      | Jura        | commune de la couronne    | 9,03             | 299 (2022)                        | 33                 | modifier les données · modifier les données |
| Chaux-Champagny                   | 39133      | Jura        | commune de la couronne    | 7,33             | 73 (2022)                         | 10,0               | modifier les données · modifier les données |
| Clucy                             | 39155      | Jura        | commune de la couronne    | 5,13             | 70 (2022)                         | 14                 | modifier les données · modifier les données |
| Dournon                           | 39202      | Jura        | commune de la couronne    | 6,55             | 140 (2022)                        | 21                 | modifier les données · modifier les données |
| Geraise                           | 39248      | Jura        | commune de la couronne    | 6,04             | 43 (2022)                         | 7,1                | modifier les données · modifier les données |
| Ivory                             | 39267      | Jura        | commune de la couronne    | 9,13             | 87 (2022)                         | 9,5                | modifier les données · modifier les données |
| Marnoz                            | 39315      | Jura        | commune de la couronne    | 4,87             | 379 (2022)                        | 78                 | modifier les données · modifier les données |
| Saint-Thiébaud                    | 39495      | Jura        | commune de la couronne    | 7,94             | 73 (2022)                         | 9,2                | modifier les données · modifier les données |
| Saizenay                          | 39497      | Jura        | commune de la couronne    | 4,88             | 99 (2022)                         | 20                 | modifier les données · modifier les données |

## Démographie
Cette aire est catégorisée dans les aires de moins de 50 000 habitants, une catégorie qui regroupe 12,2 % de la population au niveau national.